# Autostrada AP-1 (Hiszpania)
Autostrada AP-1 (hiszp. Autopista AP-1), także Autopista del Norte (Autostrada północna) – autostrada w Hiszpanii.
Droga łączy Burgos z autostradą AP-8 w Eibar przebiegając w pobliżu miejscowości Armiñón i Vitoria. Umożliwia dojazd ze stolicy prowincji Burgos na północno-wschodni kraniec wybrzeża atlantyckiego w Hiszpanii, na pograniczu z Francją, u nasady Półwyspu Iberyjskiego.

## Trasy europejskie
W śladzie autostrady AP-1 przebiegają trasa europejska E5 i trasa europejska E80.